# VM i håndbold 1978 (mænd)
Verdensmesterskabet i håndbold for mænd 1978 var det niende (indendørs) VM i håndbold. Slutrunden blev afholdt i Danmark i perioden 26. januar – 5. februar 1978.
De 16 deltagende nationer spillede først en indledende runde i fire grupper med fire hold, hvorfra de to bedste i hver gruppe gik videre til hovedrunden, der bestod af to nye grupper med fire hold. Hovedrundens to gruppevindere gik direkte videre til VM-finalen, mens de to toere gik videre til bronzekampen. De to gruppetreere spillede om 5.pladsen, mens firerne spillede om 7.pladsen. Treerne fra de indledende grupper spillede en placeringsrunde om placeringerne 9-12.
Vesttyskland blev verdensmester for anden gang ved at slå Sovjetunionen 20-19 i finalen. Bronzen gik til DDR, der besejrede værtslandet Danmark 19-15 i bronzekampen.

## Slutrunde
De 16 deltagende nationer spillede først en indledende runde i fire grupper med fire hold, hvorfra de to bedst placerede hold i hver gruppe gik videre til hovedrunden, der bestod af to grupper med fire hold. De to gruppevindere gik direkte videre til VM-finalen, mens de to toere gik videre til bronzekampen. De to gruppetreere spillede placeringsjkamp om 5.-pladsen, mens firerne spillede om 7.-pladsen. Treerne fra de indledende grupper spillede en placeringsrunde om placeringerne 9-12.

### Spillesteder
Mesterskabet blev spillet i 23 forskellige byer, fordelt over næsten hele landet.
| Arena               | By               | Brøndbyvester Frederikssund Fredericia Esbjerg Helsingør Herning Kalundborg Køge Nykøbing F. Næstved Odense Ringe Roskilde Ribe Randers Rønnede Thisted Taastrup Vejle Århus Aabenraa Aakirkeby Aalborg |
| Brøndby Hallen      | Brøndbyvester    | Brøndbyvester Frederikssund Fredericia Esbjerg Helsingør Herning Kalundborg Køge Nykøbing F. Næstved Odense Ringe Roskilde Ribe Randers Rønnede Thisted Taastrup Vejle Århus Aabenraa Aakirkeby Aalborg |
| Esbjerg Stadionhal  | Esbjerg          | Brøndbyvester Frederikssund Fredericia Esbjerg Helsingør Herning Kalundborg Køge Nykøbing F. Næstved Odense Ringe Roskilde Ribe Randers Rønnede Thisted Taastrup Vejle Århus Aabenraa Aakirkeby Aalborg |
| Fredericiahallen    | Fredericia       | Brøndbyvester Frederikssund Fredericia Esbjerg Helsingør Herning Kalundborg Køge Nykøbing F. Næstved Odense Ringe Roskilde Ribe Randers Rønnede Thisted Taastrup Vejle Århus Aabenraa Aakirkeby Aalborg |
| Frederikssundhallen | Frederikssund    | Brøndbyvester Frederikssund Fredericia Esbjerg Helsingør Herning Kalundborg Køge Nykøbing F. Næstved Odense Ringe Roskilde Ribe Randers Rønnede Thisted Taastrup Vejle Århus Aabenraa Aakirkeby Aalborg |
| Helsingørhallen     | Helsingør        | Brøndbyvester Frederikssund Fredericia Esbjerg Helsingør Herning Kalundborg Køge Nykøbing F. Næstved Odense Ringe Roskilde Ribe Randers Rønnede Thisted Taastrup Vejle Århus Aabenraa Aakirkeby Aalborg |
| Herninghallen       | Herning          | Brøndbyvester Frederikssund Fredericia Esbjerg Helsingør Herning Kalundborg Køge Nykøbing F. Næstved Odense Ringe Roskilde Ribe Randers Rønnede Thisted Taastrup Vejle Århus Aabenraa Aakirkeby Aalborg |
| Kalundborghallen    | Kalundborg       | Brøndbyvester Frederikssund Fredericia Esbjerg Helsingør Herning Kalundborg Køge Nykøbing F. Næstved Odense Ringe Roskilde Ribe Randers Rønnede Thisted Taastrup Vejle Århus Aabenraa Aakirkeby Aalborg |
| Ravnsborghallen     | Køge             | Brøndbyvester Frederikssund Fredericia Esbjerg Helsingør Herning Kalundborg Køge Nykøbing F. Næstved Odense Ringe Roskilde Ribe Randers Rønnede Thisted Taastrup Vejle Århus Aabenraa Aakirkeby Aalborg |
| Nykøbing F. Hallen  | Nykøbing Falster | Brøndbyvester Frederikssund Fredericia Esbjerg Helsingør Herning Kalundborg Køge Nykøbing F. Næstved Odense Ringe Roskilde Ribe Randers Rønnede Thisted Taastrup Vejle Århus Aabenraa Aakirkeby Aalborg |
| Næstved Hallen      | Næstved          | Brøndbyvester Frederikssund Fredericia Esbjerg Helsingør Herning Kalundborg Køge Nykøbing F. Næstved Odense Ringe Roskilde Ribe Randers Rønnede Thisted Taastrup Vejle Århus Aabenraa Aakirkeby Aalborg |
| Odense Idrætshal    | Odense           | Brøndbyvester Frederikssund Fredericia Esbjerg Helsingør Herning Kalundborg Køge Nykøbing F. Næstved Odense Ringe Roskilde Ribe Randers Rønnede Thisted Taastrup Vejle Århus Aabenraa Aakirkeby Aalborg |
| Randershallen       | Randers          | Brøndbyvester Frederikssund Fredericia Esbjerg Helsingør Herning Kalundborg Køge Nykøbing F. Næstved Odense Ringe Roskilde Ribe Randers Rønnede Thisted Taastrup Vejle Århus Aabenraa Aakirkeby Aalborg |
| Ribe Fritidscenter  | Ribe             | Brøndbyvester Frederikssund Fredericia Esbjerg Helsingør Herning Kalundborg Køge Nykøbing F. Næstved Odense Ringe Roskilde Ribe Randers Rønnede Thisted Taastrup Vejle Århus Aabenraa Aakirkeby Aalborg |
| Ringehallen         | Ringe            | Brøndbyvester Frederikssund Fredericia Esbjerg Helsingør Herning Kalundborg Køge Nykøbing F. Næstved Odense Ringe Roskilde Ribe Randers Rønnede Thisted Taastrup Vejle Århus Aabenraa Aakirkeby Aalborg |
| Roskilde-hallen     | Roskilde         | Brøndbyvester Frederikssund Fredericia Esbjerg Helsingør Herning Kalundborg Køge Nykøbing F. Næstved Odense Ringe Roskilde Ribe Randers Rønnede Thisted Taastrup Vejle Århus Aabenraa Aakirkeby Aalborg |
| Rønnedehallen       | Rønnede          | Brøndbyvester Frederikssund Fredericia Esbjerg Helsingør Herning Kalundborg Køge Nykøbing F. Næstved Odense Ringe Roskilde Ribe Randers Rønnede Thisted Taastrup Vejle Århus Aabenraa Aakirkeby Aalborg |
| Thyhallen           | Thisted          | Brøndbyvester Frederikssund Fredericia Esbjerg Helsingør Herning Kalundborg Køge Nykøbing F. Næstved Odense Ringe Roskilde Ribe Randers Rønnede Thisted Taastrup Vejle Århus Aabenraa Aakirkeby Aalborg |
| Taastrup-hallen     | Taastrup         | Brøndbyvester Frederikssund Fredericia Esbjerg Helsingør Herning Kalundborg Køge Nykøbing F. Næstved Odense Ringe Roskilde Ribe Randers Rønnede Thisted Taastrup Vejle Århus Aabenraa Aakirkeby Aalborg |
| Idrættens Hus       | Vejle            | Brøndbyvester Frederikssund Fredericia Esbjerg Helsingør Herning Kalundborg Køge Nykøbing F. Næstved Odense Ringe Roskilde Ribe Randers Rønnede Thisted Taastrup Vejle Århus Aabenraa Aakirkeby Aalborg |
| Aabenraa Idrætshal  | Aabenraa         | Brøndbyvester Frederikssund Fredericia Esbjerg Helsingør Herning Kalundborg Køge Nykøbing F. Næstved Odense Ringe Roskilde Ribe Randers Rønnede Thisted Taastrup Vejle Århus Aabenraa Aakirkeby Aalborg |
| Aakirkeby-hallen    | Aakirkeby        | Brøndbyvester Frederikssund Fredericia Esbjerg Helsingør Herning Kalundborg Køge Nykøbing F. Næstved Odense Ringe Roskilde Ribe Randers Rønnede Thisted Taastrup Vejle Århus Aabenraa Aakirkeby Aalborg |
| Aalborg Stadionhal  | Aalborg          | Brøndbyvester Frederikssund Fredericia Esbjerg Helsingør Herning Kalundborg Køge Nykøbing F. Næstved Odense Ringe Roskilde Ribe Randers Rønnede Thisted Taastrup Vejle Århus Aabenraa Aakirkeby Aalborg |
| Århus Stadionhal    | Århus            | Brøndbyvester Frederikssund Fredericia Esbjerg Helsingør Herning Kalundborg Køge Nykøbing F. Næstved Odense Ringe Roskilde Ribe Randers Rønnede Thisted Taastrup Vejle Århus Aabenraa Aakirkeby Aalborg |

### Indledende runde

#### Gruppe A
| Dato  | Kl.   | Kamp                           | Res.  | Pause | Spillested |
| ----- | ----- | ------------------------------ | ----- | ----- | ---------- |
| 26.1. | 19:00 | Jugoslavien – Canada           | 24–11 | 13-40 | Odense     |
| 26.1. | 20:30 | Vesttyskland – Tjekkoslovakiet | 16–13 | 8-5   | Odense     |
| 28.1. | 15:00 | Vesttyskland – Canada          | 20–10 | 7-3   | Ringe      |
| 28.1. | 15:00 | Jugoslavien – Tjekkoslovakiet  | 17–16 | 9-7   | Vejle      |
| 29.1. | 14:00 | Vesttyskland – Jugoslavien     | 18–13 | 9-5   | Odense     |
| 29.1. | 14:00 | Tjekkoslovakiet – Canada       | 29–10 | 15-50 | Fredericia |

| Hold            | Kampe | Mål   | Point |
| --------------- | ----- | ----- | ----- |
| Vesttyskland    | 3     | 54-36 | 6     |
| Jugoslavien     | 3     | 54-45 | 4     |
| Tjekkoslovakiet | 3     | 58-43 | 2     |
| Canada          | 3     | 31-73 | 0     |

#### Gruppe B
| Dato  | Kl.   | Kamp                | Res.  | Pause | Spillested |
| ----- | ----- | ------------------- | ----- | ----- | ---------- |
| 26.1. | 19:00 | Ungarn – Frankrig   | 33–22 | 17-90 | Herning    |
| 26.1. | 20:30 | Rumænien – DDR      | 16–18 | 7-6   | Herning    |
| 28.1. | 15:00 | Ungarn – DDR        | 12–10 | 7-6   | Esbjerg    |
| 28.1. | 15:00 | Rumænien – Frankrig | 36–17 | 18-90 | Aabenraa   |
| 29.1. | 14:00 | Rumænien – Ungarn   | 22–21 | 09-10 | Herning    |
| 29.1. | 14:00 | DDR – Frankrig      | 28–15 | 14-60 | Ribe       |

| Hold     | Kampe | Mål   | Point |
| -------- | ----- | ----- | ----- |
| Rumænien | 3     | 74-56 | 4     |
| DDR      | 3     | 56-43 | 4     |
| Ungarn   | 3     | 66-54 | 4     |
| Frankrig | 3     | 54-97 | 0     |

#### Gruppe C
| Dato  | Kl.   | Kamp                    | Res.  | Pause | Spillested |
| ----- | ----- | ----------------------- | ----- | ----- | ---------- |
| 26.1. | 19:00 | Danmark – Spanien       | 19–15 | 11-90 | Århus      |
| 26.1. | 20:30 | Sovjetunionen – Island  | 22–18 | 14-90 | Århus      |
| 28.1. | 15:00 | Sovjetunionen – Spanien | 24–12 | 10-50 | Aalborg    |
| 28.1. | 17:00 | Danmark – Island        | 21–14 | 10-80 | Randers    |
| 29.1. | 14:00 | Island – Spanien        | 22–25 | 10-15 | Thisted    |
| 29.1. | 16:00 | Sovjetunionen – Danmark | 16–16 | 9-8   | Århus      |

| Hold          | Kampe | Mål   | Point |
| ------------- | ----- | ----- | ----- |
| Sovjetunionen | 3     | 62-46 | 5     |
| Danmark       | 3     | 56-45 | 5     |
| Spanien       | 3     | 52-65 | 2     |
| Island        | 3     | 54-68 | 0     |

#### Gruppe D
| Dato  | Kl.   | Kamp                | Res.  | Pause | Spillested |
| ----- | ----- | ------------------- | ----- | ----- | ---------- |
| 26.1. | 19:00 | Sverige – Bulgarien | 31–16 | 14-10 | Brøndby    |
| 26.1. | 20:30 | Polen – Japan       | 26–21 | 13-13 | Brøndby    |
| 28.1. | 15:00 | Sverige – Japan     | 24–20 | 10-10 | Køge       |
| 28.1. | 15:00 | Polen – Bulgarien   | 28–22 | 20-70 | Kalundborg |
| 29.1. | 14:00 | Polen – Sverige     | 22–17 | 14-90 | Helsingør  |
| 29.1. | 14:00 | Japan – Bulgarien   | 23–20 | 11-11 | Næstved    |

| Hold      | Kampe | Mål   | Point |
| --------- | ----- | ----- | ----- |
| Polen     | 3     | 76-60 | 6     |
| Sverige   | 3     | 72-58 | 4     |
| Japan     | 3     | 64-70 | 2     |
| Bulgarien | 3     | 58-82 | 0     |

### Placeringsrunde
Holdene, der endte på tredjepladserne i de indledende grupper, spillede en enkeltturnering alle-mod-alle om placeringerne 9-12.
| Dato  | Kl.   | Kamp                      | Res.  | Pause | Spillested    |
| ----- | ----- | ------------------------- | ----- | ----- | ------------- |
| 31.1. | 19:00 | Spanien – Japan           | 26–15 | 14-10 | Rønnede       |
| 31.1. | 19:30 | Ungarn – Tjekkoslovakiet  | 18–18 | 11-12 | Frederikssund |
| 2.2.  | 19:30 | Spanien – Tjekkoslovakiet | 24–21 | 12-12 | Roskilde      |
| 2.2.  | 19:30 | Ungarn – Japan            | 30–26 | 15-16 | Nykøbing F.   |
| 4.2.  | 13:30 | Ungarn – Spanien          | 23–19 | 11-80 | Taastrup      |
| 4.2.  | 16:00 | Tjekkoslovakiet – Japan   | 25–25 | 12-14 | Aakirkeby     |

| Hold            | Kampe | Mål   | Point |
| --------------- | ----- | ----- | ----- |
| Ungarn          | 3     | 71-63 | 5     |
| Spanien         | 3     | 69-59 | 4     |
| Tjekkoslovakiet | 3     | 64-67 | 2     |
| Japan           | 3     | 66-81 | 1     |

### Hovedrunde
Hovedrunden havde deltagelse af de otte hold, som var endt på første- og andenpladserne i indledende grupper. De otte hold blev inddelt i to nye gruppe med fire hold, således at holdene fra gruppe A og B blev samlet i gruppe 1, mens holdene fra gruppe C og D samledes i gruppe 2. Resultaterne af kampe mellem hold fra samme gruppe i den indledende runde blev overført til hovedrunden. Vinderne af de to grupper gik direkte i VM-finalen, toerne spillede bronzekamp, treerne spillede om 5.-pladsen, mens firerne mødtes i en kamp om 7.-pladsen.

#### Gruppe 1
| Dato  | Kl.   | Kamp                    | Res.  | Pause | Spillested |
| ----- | ----- | ----------------------- | ----- | ----- | ---------- |
| 31.1. | 19:30 | Jugoslavien – Rumænien  | 17–16 | 09-10 | Odense     |
| 31.1. | 19:30 | Vesttyskland – DDR      | 14–14 | 7-9   | Brøndby    |
| 2.2.  | 19:30 | DDR – Jugoslavien       | 16–16 | 09-11 | Kalundborg |
| 2.2.  | 19:30 | Vesttyskland – Rumænien | 17–17 | 8-6   | Helsingør  |

| Hold         | Kampe | Mål   | Point |
| ------------ | ----- | ----- | ----- |
| Vesttyskland | 3     | 49-44 | 4     |
| DDR          | 3     | 48-46 | 4     |
| Jugoslavien  | 3     | 46-50 | 3     |
| Rumænien     | 3     | 49-52 | 1     |

#### Gruppe 2
| Dato  | Kl.   | Kamp                    | Res.  | Pause | Spillested |
| ----- | ----- | ----------------------- | ----- | ----- | ---------- |
| 31.1. | 19:30 | Sovjetunionen – Sverige | 24–18 | 10-50 | Vejle      |
| 31.1. | 19:30 | Danmark – Polen         | 25–23 | 14-12 | Randers    |
| 2.2.  | 19:30 | Danmark – Sverige       | 18–14 | 10-90 | Herning    |
| 2.2.  | 19:30 | Sovjetunionen – Polen   | 18–16 | 7-9   | Århus      |

| Hold          | Kampe | Mål   | Point |
| ------------- | ----- | ----- | ----- |
| Sovjetunionen | 3     | 58-50 | 5     |
| Danmark       | 3     | 59-53 | 5     |
| Polen         | 3     | 61-60 | 2     |
| Sverige       | 3     | 49-64 | 0     |

### Finalekampe
| Dato               | Kl.   | Kamp                         | Res.  | Pause | Spillested |
| Kamp om 7.-pladsen |       |                              |       |       |            |
| 5.2.               | 14:00 | Rumænien – Sverige           | 25–17 | 13-70 | Brøndby    |
| Kamp om 5.-pladsen |       |                              |       |       |            |
| 4.2.               | 15:00 | Jugoslavien – Polen          | 21–19 | 08-10 | Brøndby    |
| Bronzekamp         |       |                              |       |       |            |
| 4.2.               | 16:30 | DDR – Danmark                | 19–15 | 9-7   | Brøndby    |
| Finale             |       |                              |       |       |            |
| 5.2.               | 15:30 | Vesttyskland – Sovjetunionen | 20–19 | 11-11 | Brøndby    |

### Medaljevindere
| Guld | Sølv | Bronze |
| --- | --- | --- |
| Vesttyskland | Sovjetunionen | Østtyskland |
| Manfred Hofmann Rudolf Rauer Heiner Brand Arno Ehret Manfred Freisler Kurt Klühspies Gerd Rosendahl Dieter Waltke Rainer Niemeyer Richard Boczkowski Joachim Deckarm Klaus Frey Claus Hormel Arnulf Meffle Horst Spengler Erhard Wunderlich Træner: Vlado Stenzel | Mikhailo Isjtjenko Aleksandr Anpigolov Jevgenij Tjernysjov Anatolij Fedjukin Valerij Gassij Vasilij Iljin Jurij Kidjajev Jurij Klimov Vladimir Kravtsov Sergej Kusjnirjuk Vladimir Maksimov Oleksandr Rjesanov Nikolaj Tomin Aleksej Zjuk Vladimir Belov Træner: Anatolij Jevtusjenko | Siegfried Voigt Wieland Schmidt Günter Dreibrodt Klaus Gruner Rainer Schütte Helmut Wilk Wolfgang Böhme Ernst Gerlach Hans Engel Rainer Höft Hartnut Krüger Frank-Michael Wahl Jürgen Hildebrandt Ingolf Wiegert Walter Smuch Dietmar Schmidt Træner: Paul Tiedemann |

### Samlet rangering
| Plac.  | Hold            | Kvalificeret til |
| ------ | --------------- | ---------------- |
| Guld   | Vesttyskland    | Sommer-OL 1980   |
| Sølv   | Sovjetunionen   | Sommer-OL 1980   |
| Bronze | DDR             | Sommer-OL 1980   |
| 4.     | Danmark         | Sommer-OL 1980   |
| 5.     | Jugoslavien     | Sommer-OL 1980   |
| 6.     | Polen           | Sommer-OL 1980   |
| 7.     | Rumænien        | Sommer-OL 1980   |
| 8.     | Sverige         | B-VM 1979        |
| 9.     | Ungarn          | B-VM 1979        |
| 10.    | Spanien         | B-VM 1979        |
| 11.    | Tjekkoslovakiet | B-VM 1979        |
| 12.    | Japan           |                  |
| 13.    | Island          | B-VM 1979        |
| 13.    | Bulgarien       | B-VM 1979        |
| 13.    | Frankrig        | B-VM 1979        |
| 13.    | Canada          |                  |